# Juli 1999
Dit artikel geeft een chronologisch overzicht van alle belangrijke gebeurtenissen per dag in de maand juli van het jaar 1999.

## Gebeurtenissen

### 1 juli
- In Edinburgh wordt het Schots Parlement hersteld, dat op 1 januari 1801 was afgeschaft.

### 7 juli
- Het Algemeen Dagblad onthult dat de provincie Zuid-Holland meer dan 47 miljoen gulden heeft uitgeleend aan het failliete bedrijf CETECO. De Ceteco-affaire zal leiden tot het aftreden van Commissaris van de Koningin Leemhuis-Stout en strafrechtelijke vervolging van de "beleggende ambtenaar" Karel Baarspul.

### 11 juli
- In Säter behaalt de Deense triatleet Peter Sandvang de wereldtitel lange afstand. Bij de vrouwen gaat de zege naar zijn landgenote Suzanne Nielsen.

### 12 juli
- Guy Verhofstadt (VLD) wordt premier in de federale regering in België.

### 13 juli
- Patrick Dewael (VLD) wordt minister-president in de Vlaamse regering.

### 19 juli
- Volgens de VN wordt de 6 miljardste mens geboren. Het is een baby uit Sarajevo die de eer krijgt. Dit is natuurlijk symbolisch.

### 20 juli
- Na 38 jaar op de bodem van de Atlantische Oceaan te hebben gelegen, wordt de ruimtecapsule van de Mercury MR-4 (Liberty Bell) geborgen door een team onder leiding van Curt Newport.
- De vervolging van de Chinese meditatiepraktijk Falun Gong wordt officieel afgekondigd in Peking.

### 21 juli
- Op de nieuwste FIFA-wereldranglijst bezet Brazilië de eerste plaats, gevolgd door Frankrijk en Tsjechië.

### 23 juli
- 23 - Mohammed VI wordt koning van Marokko nadat zijn vader, koning Hassan II, diezelfde dag op 70-jarige leeftijd overleed.

### 24 juli
- Openingsceremonie van de dertiende Pan-Amerikaanse Spelen, gehouden in Winnipeg.

### 25 juli
- Lance Armstrong wint de 86ste editie van de Ronde van Frankrijk. Het is de eerste eindoverwinning voor de Amerikaanse wielrenner, die de titel overneemt van zijn Italiaanse collega Marco Pantani.

### 26 juli
- Patrick Rafter lost Andre Agassi na drie weken af als nummer één op de wereldranglijst der tennisprofessionals; de Australiër moet die positie al na één week weer afstaan aan Agassi's landgenoot Pete Sampras.
- Tijdens het EK zwemmen wint Pieter van den Hoogenband zes gouden medailles.

<< · januari · februari · maart · april · mei · juni · juli · augustus · september · oktober · november · december · >>